# Metylovice
Metylovice (niem. Mettilowitz, w okresie Protektoratu Quittendorf) – wieś gminna i gmina w powiecie Frydek-Mistek, w kraju morawsko-śląskim, w Czechach.
Miejscowość położona jest na zachód od Ostrawicy, w regionie północnych Moraw, ok. 8 km na południe od centrum Frydka-Mistka. Znajduje się na północnowschodnim uboczu masywu góry Ondřejník, na Pogórzu Metylowickim. Od strony północnej sąsiaduje z Palkovicami i Baszką, na wschodzie z Prżnem i Frydlantem nad Ostrawicą, na zachodzie z Lhotką.

## Historia

### W państwie hukwaldzkim (1299-1848)
Pierwsza osada na obszarze gminy została założona za zgodą ołomunieckiego biskupa Bruna ze Schauenburku po roku 1267. W 1299 wieś już istniała, co było udokumentowane. Osada rozwijała się na obu brzegach potoku Metylovka i z początku należała do Kromieryża, po kilku dziesięcioleciach w 1359 roku stała się własnością ołumunieckiego biskupa Jana Očko z Vlašimi.

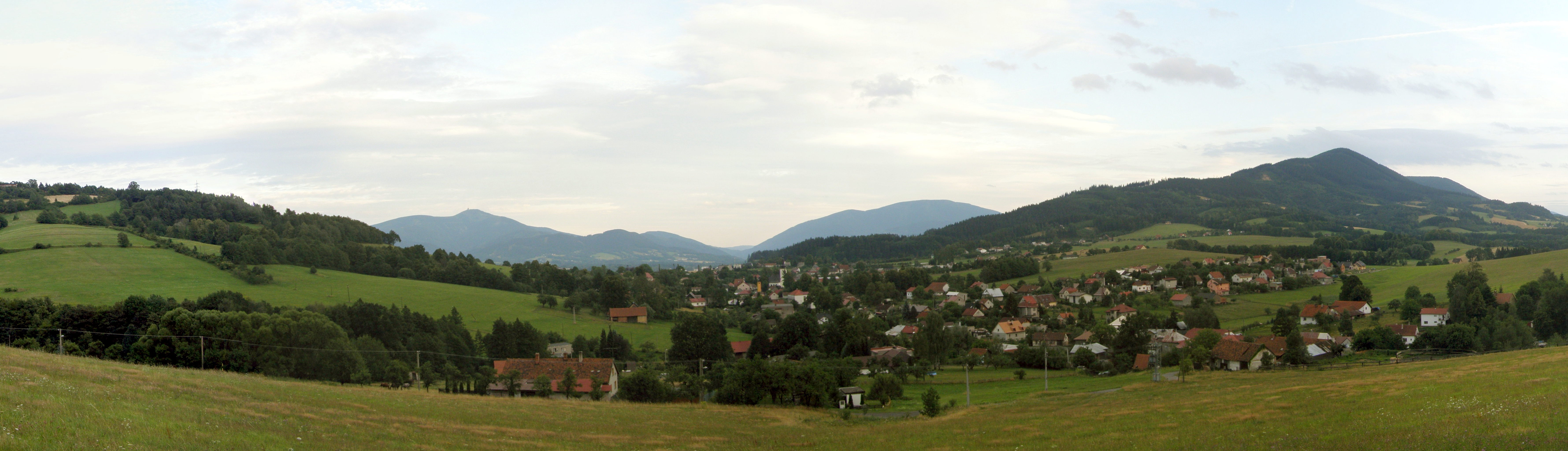
Panorama Metylovic, widok z północy; po lewej Metylovska górka, po prawej Ondřejník, w tle Łysa Góra i Smrek

Gdy do władzy w Margrabstwie Moraw doszedł Jodok z Moraw, na Morawie rozpoczął się okres niepokojów. Powstawały bandy rozbójników żyjące z plądrowania wsi. Na początku 80. lat XIV wieku doszło i do splądrowania Metylovic, a wskutek tego do ich opustoszenia. Finansowe problemy ołomunieckiego Biskupa Jana XI. Mráza doprowadziły do sprzedaży państwa hukwaldzkiego branderburskiemu margrabiowi i węgierskiemu królowi Zygmuntowi Luksemburskiemu. Po wybuchu rewolucji husyckiej Zygmunt, wówczas również czeski król, potrzebował pieniędzy na wyprawę przeciwko husytom, więc zastawił Hukwaldy cieszyńskiemu księciu Bolesławowi II cieszyńskiemu, a w 1428 husyci opanowali Hukwaldy – jeden z nich, Jan Čapek z Sán, ustanowił nowe prawa i obowiązki metylowskiego wójta.
W 1456 Hukwaldy zakupił Jerzy z Podiebradów, który następnie oddał dworek w zastaw ołomunieckiemu biskupowi. Państwo hukwaldzkie ponownie dane było pod zastaw w latach 1491-1507, a od 1507 do 1918 roku było stale w rękach ołomunieckich biskupów, którzy poszerzali poddaństwo chłopów, co zostało ukrócone dzięki ich powstaniu w latach 1598-1599.
Wkrótce jednak warunki życia uległy pogorszeniu - wojna trzydziestoletnia, przejścia wojsk, powstanie wałaskie czy epidemia skutecznie spowalniały budowę kościoła, który ukończono w 1577, a wyświęcony został dopiero w 1653. Jeszcze większy wpływ miało powiększanie zakresu obowiązków poddańczych, nawet po skończonych walkach, co skutkowało kilkoma powstaniami chłopskimi w Metylovicach i okolicznych wsiach (1462, 1653, 1695), a także nasileniem zbójectwa (w Metylovicach zjawiały się bandy zarówno Janosika i Ondraszka).

### Okres samorządu (od 1848)

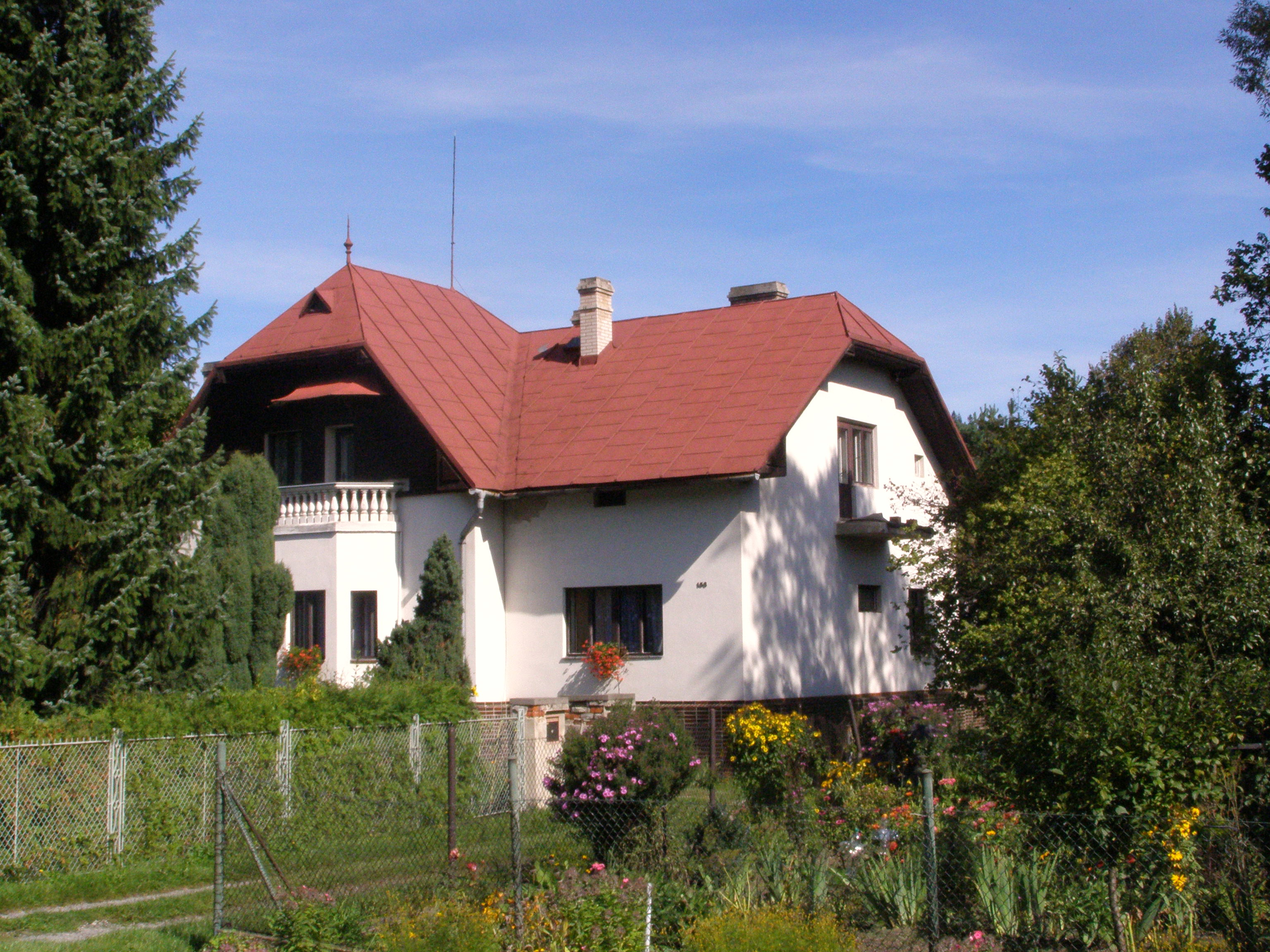
Willa rzemieślniczej rodziny Bílków

W 1848 zniesiono poddaństwo, tym samym przestały funkcjonować organ państwa hukwaldzkiego jak i metylowskiego wójta, w ich miejsce powstała samorządna rada gminy, wybierana od 1867. Przełom XIX i XX wieku to coraz więcej ceglanych obok drewnianych budynków, zaś w latach 20. i 30. XX wieku wieś zelektryfikowano i doprowadzono do niej wiele nowych dróg, a stare wyremontowano.
Już od połowy XVII wieku w Metylovicach wytwarzano rzemienie i baty, jednak nabrało to znaczącego rozmachu w połowie XIX wieku, kiedy charakter wsi zmienił się z rolniczej na bardziej rzemieślniczą. Wytworzone tutaj produkty rozprowadzane były na całą Europę, a czołowi rzemieślnicy zaczęli stawiać sobie wille. Metylovice zostały przezwane "Końskim niebem", co było iluzją do praktyki sprowadzania z obszarów dzisiejszych Polski, Słowacji i Węgier całych stadnin koni na ubój. Rzemiosło to było rozwijane do 1949 roku, a zlikwidowane przez komunistów.

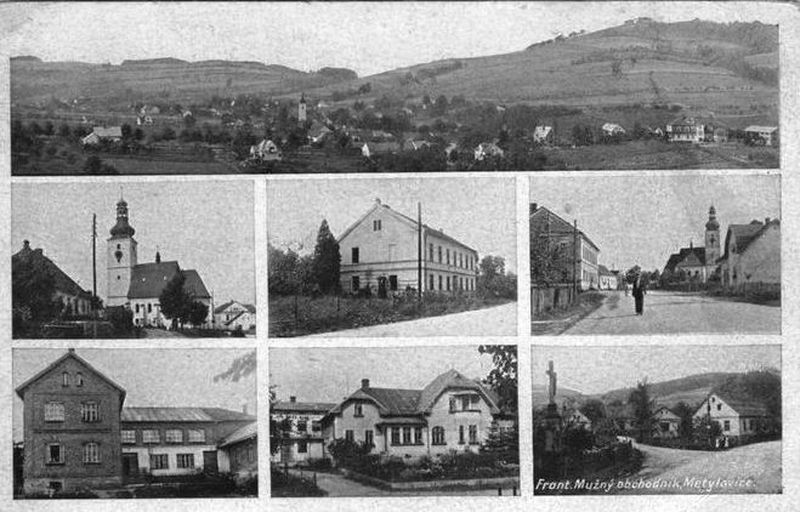
Metylovice w 1935

W pierwszej połowie XX wieku na Metylovice wywarły wpływ dwie światowe wojny. Choć I wojna światowa zwiększyła zapotrzebowanie na produkty miejscowych rzemieślników to nie mogło to zrekompensować strat w ludziach. Co więcej, nie wszyscy skorzystali z tej koniunktury. Ofiary pochłonęła również i II wojna światowa i nazistowskie prześladowania.
Wkrótce po zniszczenie prywatnego rzemiosła w Metylovicach komuniści wymusili na miejscowych rolnikach wstęp do JZD. "zachęcanie" zaczęło się w 1955, a w latach następnych wybudowano oborę i kurnik, a z powodu pagórkowatego ukształtowania terenu i nieurodzajnych gleb postanowiono, że prawie wszystkie pola wykorzystywane będą pod wypas zwierząt. W 1975 roku gmina została wchłonięta przez miasto Frydlant nad Ostrawicą, a w 1990 po upadku komunizmu i referendum gmina odzyskała samorządność.

## Symbole gminy
Srebrny kroczący koń symbolizuje "końskie niebo" i podobnie jak złoty bat ma przypominać czas najlepszego rozwoju miejscowego rzemiosła. Niebieskie tło przedstawia niebo a srebrna kratka na czerwony polu dawnego patrona gminy św. Wawrzyńca.

## Istotne budynki i miejsca

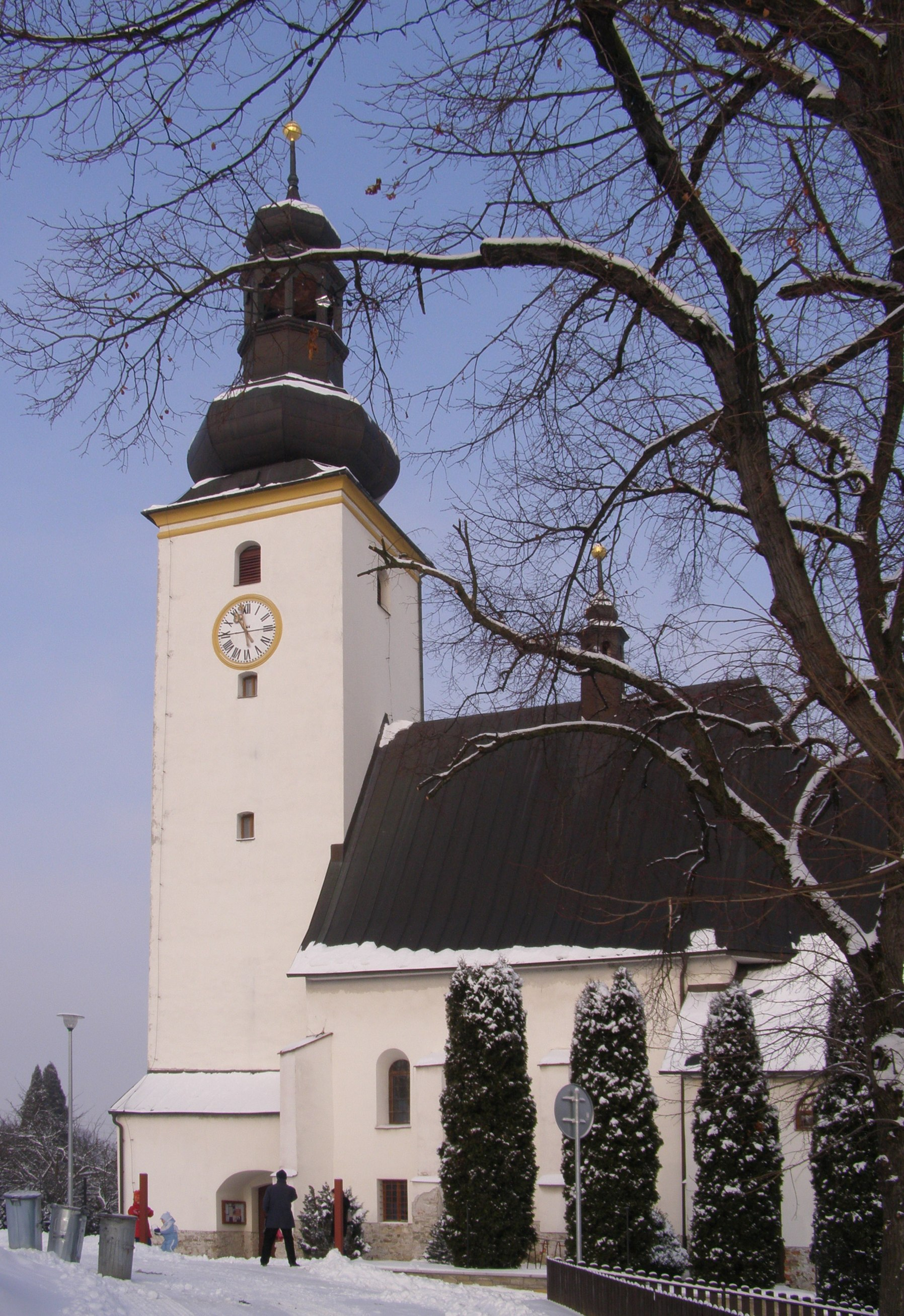
Kościół pw. Wszystkich Świętych

Kościół pw. Wszystkich Świętych zaczęto budować w 1577 roku w stylu gotyckim, zaś wnętrze było ozdabiane w stylu barokowym. Świątynia została wyświęcona 10 listopada 1653. W 1745 w północnej części kościoła dobudowana kapliczkę pw. św. Barbary. Dopiero w 1786 Metylovice doczekały się własnego księdza, dla którego wybudowano kościół farny, a był nim opat z welechradzkiego klasztoru. Do najbardziej znanych miejscowych kapłanów należeli Zdislav Škrabal i Antonín Bernáček. Wokół kościoła znajdował się cmentarz, lecz w XIX wieku zmarłych zaczęto grzebać w niedalekim miejscu, gdzie do dziś zachował się pierwotny krzyż cmentarny. Od roku 1963 zmarli chowani są na trzecim już miejscowym cmentarzu.
Pierwszą szkołę wybudowano w Metylovicach po 1785 roku, a 1806 przeniesiona do nowego budynku, lecz budynek obecnej szkoły pochodzi z 1877. Naprzeciwko szkoły znajduje się budynek straży pożarnej wybudowany w 1953 w miejsce starego drewnianego z 1886. W pobliżu znajduje się gościniec w dawnym budynku rzemieślniczym z 1923.

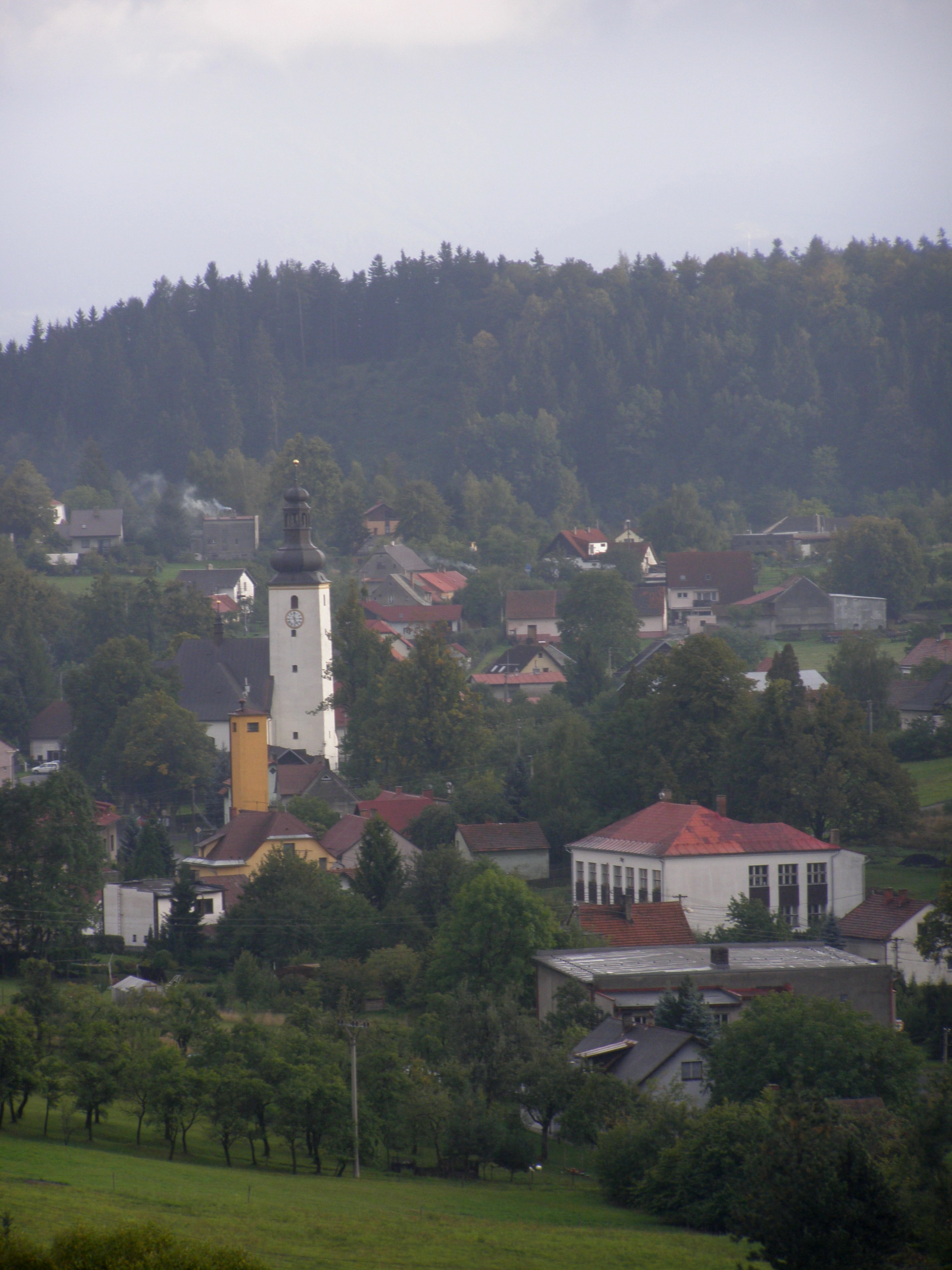
Centrum gminy
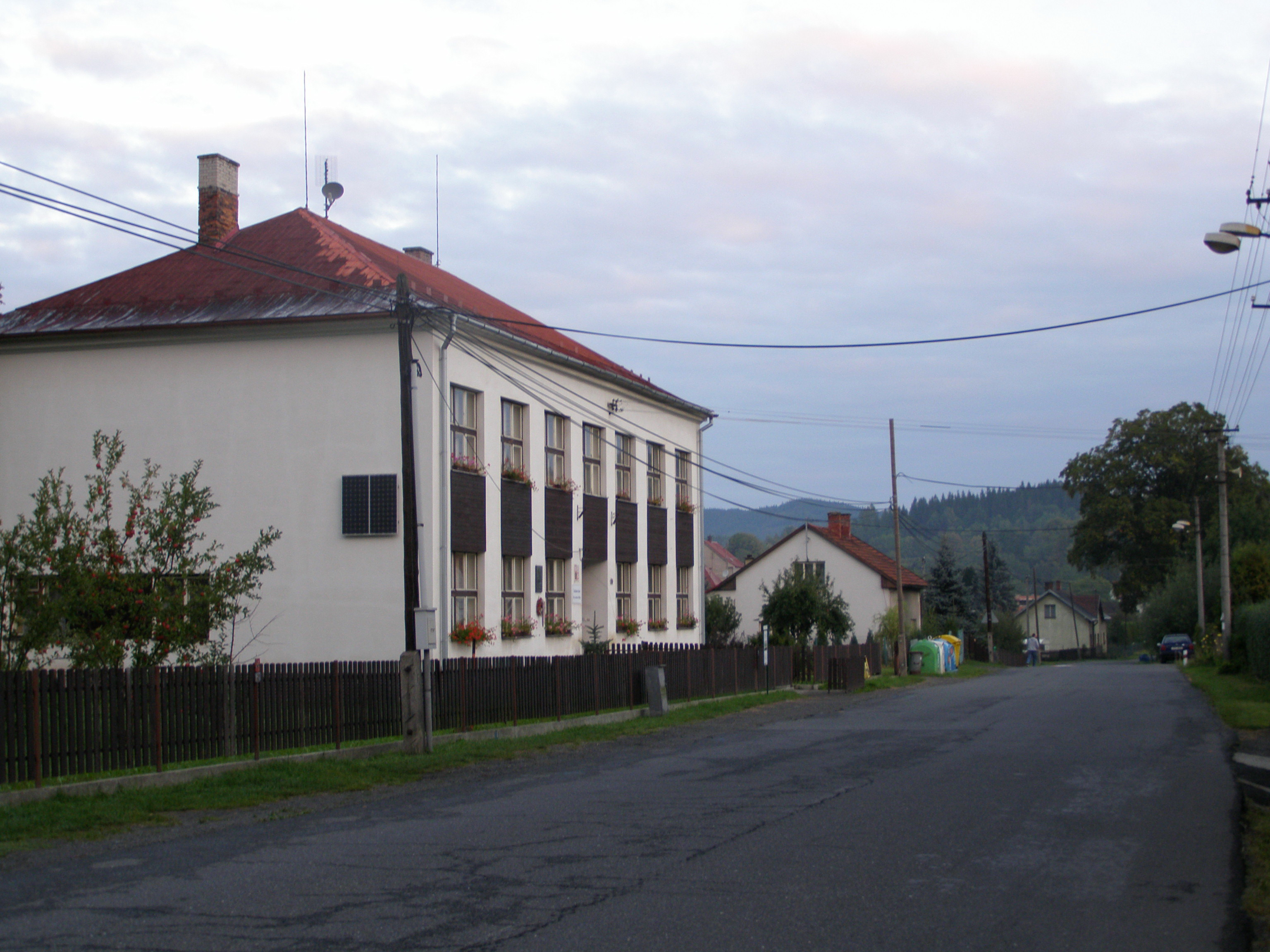
Szkoła podstawowa
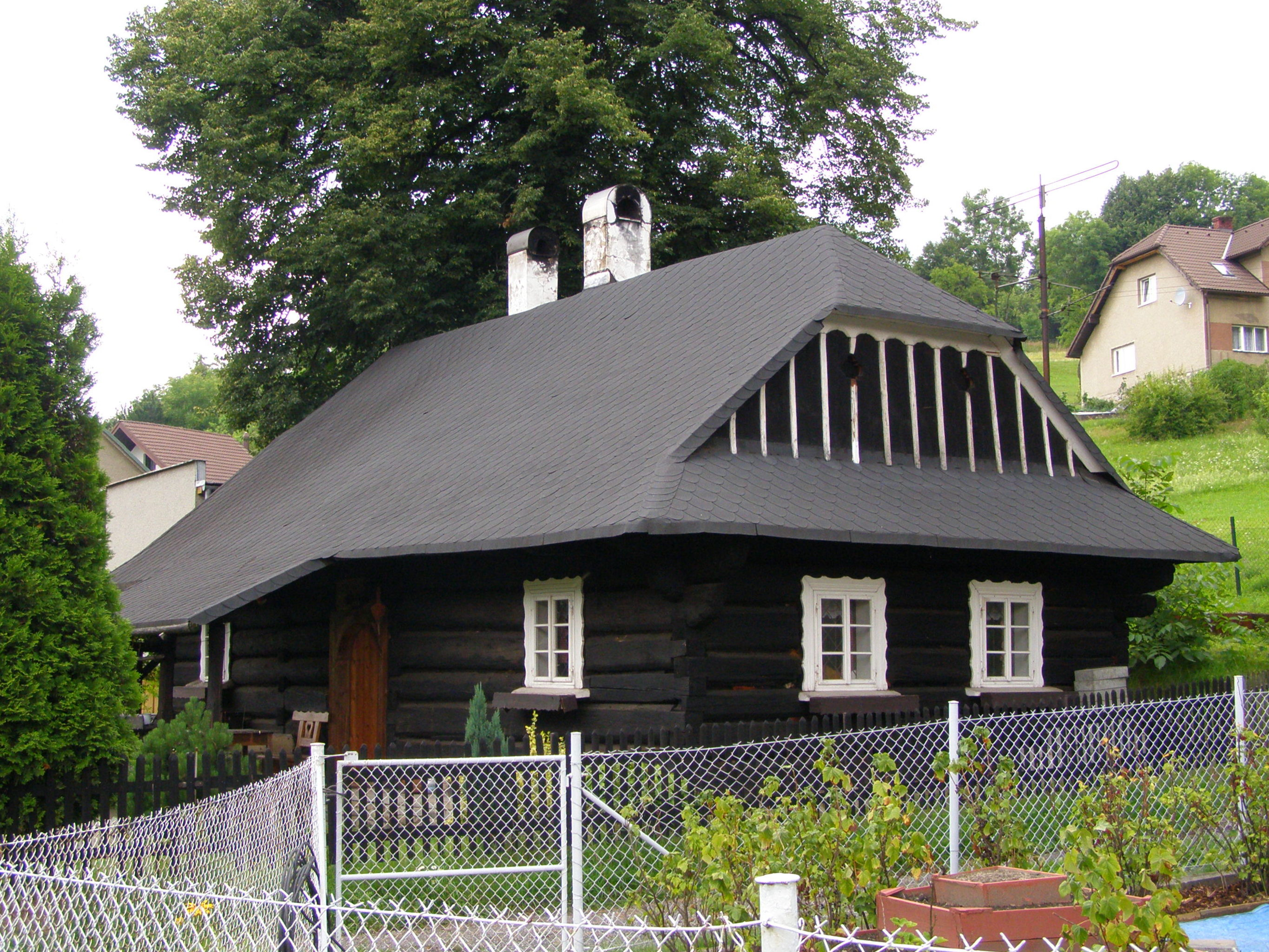
Tradycyjny drewniany domek
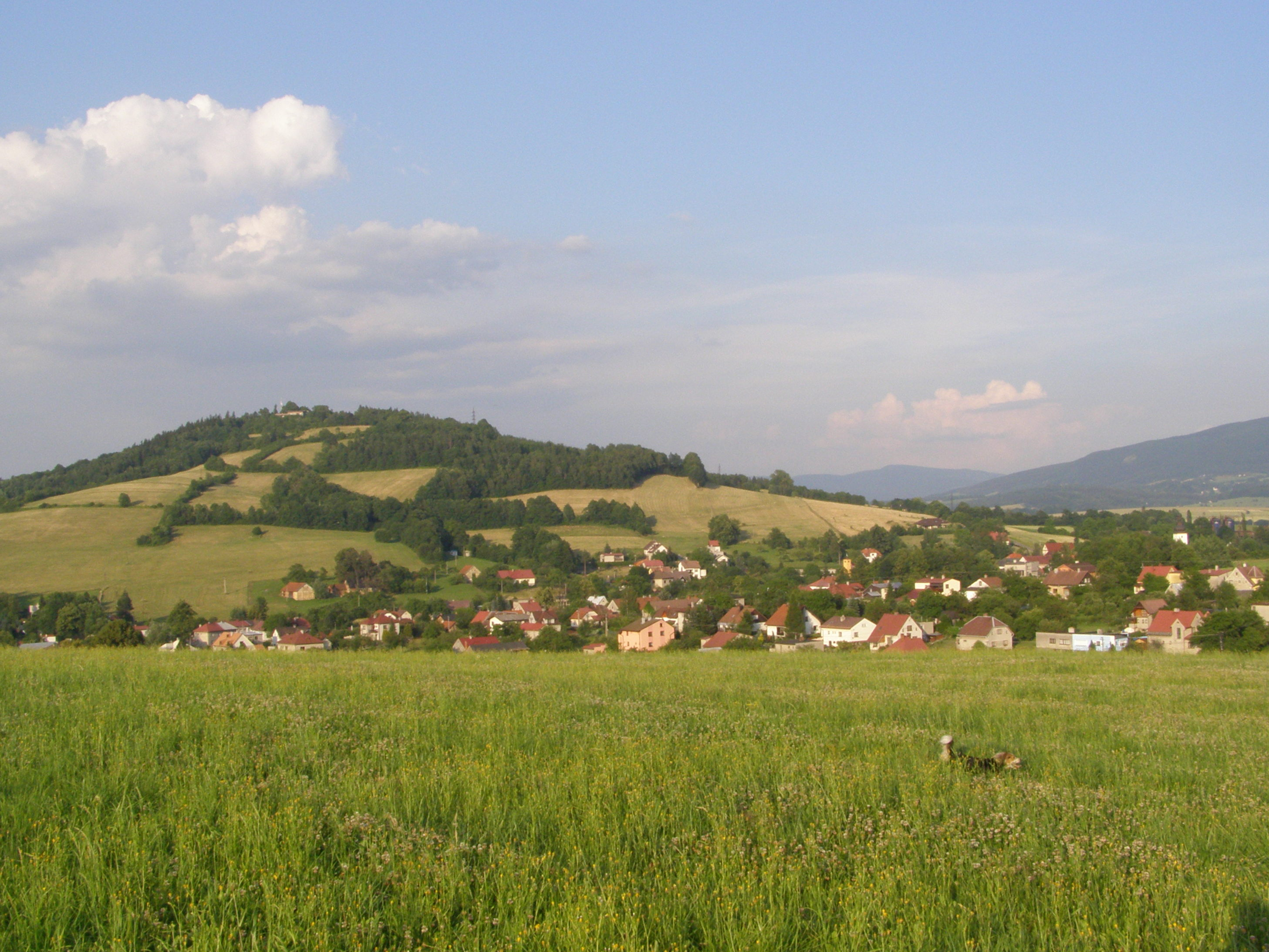
Metylovicka górka